# 他人の家 (映画)
『他人の家』（たにんのいえ、原題：House of Strangers）は、1949年制作のアメリカ合衆国の映画。ジョーゼフ・L・マンキーウィッツ監督。原作はジェローム・ワイドマンの小説“I'll Never Go Home Any More”（1941年発表）。
1949年の第3回カンヌ国際映画祭でエドワード・G・ロビンソンが男優賞を受賞した。

## あらすじ
ニューヨークのイタリア系アメリカ人の家柄であるモネッティ家は、当主ジーノが銀行家として一代で財を成したが、ジーノは家では暴君であった。
そのため、彼には4人の息子がいたが、長男ジョー、三男トニー、四男ピエトロはジーノを恐れ、憎んでいた。しかし、次男のマックスだけは、頭も良く敏腕な弁護士だったので、ジーノに可愛がられており、マックスもまたジーノを尊敬していた。
そんなある日、ジーノが銀行法違反の罪で告発された。ジーノは息子たちに助けを求めたが、ジョー、トニー、ピエトロはそれを拒絶、マックスだけがただ1人父の味方となり、父を救うために陪審員を買収しようとしたが、ジョーの密告で逮捕され、7年の懲役刑に処せられる。彼の服役中、ジーノは息子たちに銀行を奪われ、失意のうちに死んだ。
7年後、出所したマックスは復讐を考えるが、家庭の不和が父の性格に起因した事、これ以上醜い金の争いに汲々とすることは良くないと思い考えを改め、かねてから交際していたアイリーンとの生活が自分の行くべき道だとの思いに至り、彼女と共に旅立っていった。

## キャスト
- ジーノ・モネッティ：エドワード・G・ロビンソン
- マックス・モネッティ：リチャード・コンテ
- アイリーン・ベネット：スーザン・ヘイワード
- ジョー・モネッティ：ルーサー・アドラー
- ピエトロ・モネッティ：ポール・ヴァレンタイン
- トニー・モネッティ：エフレム・ジンバリスト・ジュニア
- マリア：デブラ・パジェット
- ヘレナ：ホープ・エマーソン
- テレサ・モネッティ：エスター・ミンチオッティ
- エレイン・モネッティ：ダイアナ・ダグラス

## リメイク
本作はその後2回リメイクされた。
- 『折れた槍』  1954年、監督：エドワード・ドミトリク、出演：スペンサー・トレイシー、ロバート・ワグナー、リチャード・ウィドマーク - 西部劇映画。
- 『ビッグ・ショウ』（en:The Big Show (1961 film)） 1961年、監督：ジェームズ・Ｂ・クラーク、出演：クリフ・ロバートソン、エスター・ウィリアムズ、ロバート・ヴォーン - 舞台がドイツのサーカス経営者一族になっている。